# 岡田和也 (俳優)
岡田 和也（おかだ かずや、1987年12月25日 - ）は、日本の俳優・スーツアクター。群馬県出身。元ジャパンアクションエンタープライズ所属。身長173cm。

## 人物
仮面ライダーシリーズで怪人のスーツアクターを主に担当する。『仮面ライダー鎧武/ガイム』の仮面ライダーグリドン役で初めてレギュラーで仮面ライダー役を演じた。
2019年の『騎士竜戦隊リュウソウジャー』のリュウソウゴールドでレギュラーキャラクターを初めて担当した。

## 出演

### テレビドラマ
- まっつぐ〜鎌倉河岸捕物控〜 第12話・最終話（2010年4月17日 - 8月14日、NHK） - 長治 役
- チェイス〜国税査察官〜 第5話（2010年4月17日 - 5月22日、NHK） - 制服警官B 役
- チャンス（2010年8月28日 - 10月2日、NHK） - 厩務員 役
- 塚原卜伝 第5話（2011年、NHK） - 奥津の仲間 役
- 戦国★男士 第1話（2011年10月11日 - 2012年3月24日、テレビ神奈川 他） - 大内一派 役
- 特命係長 只野仁ファイナル（2012年、テレビ朝日） - 男 役
- ダーティ・ママ! 第1話（2012年1月11日 - 3月14日、日本テレビ） - 警備員 役
- クロヒョウ2 龍が如く 阿修羅編（2012年4月 - 6月、毎日放送） - 若者 役
- ダブルフェイス 潜入捜査編（2012年10月15日、TBS）- 刑事 役
- おかしな刑事11（2014年6月7日、テレビ朝日） - 警官 役
- トクサツガガガ（2019年、NHK）

### 特撮テレビドラマ
- 仮面ライダーシリーズ（テレビ朝日）
  - 仮面ライダーディケイド（2009年）
  - 仮面ライダーW（2009年 - 2010年）
  - 仮面ライダーオーズ/OOO（2010年 - 2011年） - ウヴァ[1]、ヤミー[3]
  - 仮面ライダーフォーゼ（2011年 - 2012年）
  - 仮面ライダーウィザード（2012年 - 2013年） - グレムリン[1]、ヴァルキリー[1]、ガーゴイル、仮面ライダービースト（代役・第40 - 47話） 他、警官（第1話） 役
  - 仮面ライダー鎧武/ガイム（2013年 - 2014年） - 仮面ライダーグリドン[4][1][5]、インベス、仮面ライダー鎧武（代役・第40話[6]）
  - 仮面ライダードライブ（2014年 - 2015年） - ゴルドドライブ[7]、ロイミュード[5]
  - 仮面ライダーゴースト（2015年 - 2016年） - 仮面ライダースペクター（コピー・マコト）[8]、眼魔[5]
  - 仮面ライダーエグゼイド（2016年 - 2017年） - 仮面ライダーパラドクス[9][5]
  - 仮面ライダービルド（2017年 - 2018年） - ブラッドスターク[10][5] / 仮面ライダーエボル[11] / エボルト（怪人態）、仮面ライダービルド（葛城忍）、実験囚（第1話） 役[12]
  - 仮面ライダージオウ（2018年 - 2019年） - 仮面ライダージオウ（代役・第15話、ミラーワールドバージョン）[13]、仮面ライダーブレイド[13]、モモタロス[13]、アナザーライダー[14]
  - 仮面ライダーゼロワン（2019年 - 2020年） - 出川（第32・33話）[15] 役
  - 仮面ライダーセイバー（2020年 - 2021年） - デザスト[16]
  - 仮面ライダーギーツ（2022年 - 2023年）
- スーパー戦隊シリーズ（テレビ朝日）
  - 侍戦隊シンケンジャー（2009年 - 2010年）
  - 天装戦隊ゴセイジャー（2010年 - 2011年）
  - 海賊戦隊ゴーカイジャー（2011年 - 2012年）
  - 特命戦隊ゴーバスターズ（2012年 - 2013年）
  - 獣電戦隊キョウリュウジャー（2013年 - 2014年）
  - 烈車戦隊トッキュウジャー（2014年 - 2015年）
  - 手裏剣戦隊ニンニンジャー（2015年 - 2016年）
  - 動物戦隊ジュウオウジャー（2016年 - 2017年） - 男A（第25話） 役
  - 宇宙戦隊キュウレンジャー（2017年 - 2018年）
  - 快盗戦隊ルパンレンジャーVS警察戦隊パトレンジャー（2018年 - 2019年）
  - 騎士竜戦隊リュウソウジャー（2019年 - 2020年） - リュウソウゴールド[17][5]、ドルン兵[18]、クラーケンマイナソー（4）[18]、コカトリスマイナソー[18]、カナロ（吹き替え）[18]
  - 魔進戦隊キラメイジャー（2020年） - 家臣役（エピソード3）[19] 役
  - 機界戦隊ゼンカイジャー（2021年 - 2022年） - ブルーン / ゼンカイブルーン[20][2]、男性（カメオ出演  / 第46カイ！）[2]
  - 暴太郎戦隊ドンブラザーズ（2022年 - 2023年） - イヌブラザー[21][22] / イヌブラザーロボタロウ[22]、ドンドラゴクウ（ドントラボルト共演時 / 23,25）[23][24]、犬塚翼（獣人）（吹き替え / 36）[25]

#### テレビスペシャル
- 烈車戦隊トッキュウジャーVS仮面ライダー鎧武 春休み合体スペシャル（2014年）
- 手裏剣戦隊ニンニンジャーVS仮面ライダードライブ 春休み合体1時間スペシャル（2015年）

### 映画
- 劇場版TRICK 霊能力者バトルロイヤル（2010年） - 観客 役
- 海賊戦隊ゴーカイジャーVS宇宙刑事ギャバン THE MOVIE（2012年）
- 劇場版 SPEC〜天〜（2012年） - 部下 役
- エイトレンジャー∞（2012年） - ヒーロー吹き替え
- 宇宙刑事ギャバン THE MOVIE（2012年）
- 探偵はBARにいる2 ススキノ大交差点（2013年）
- イン・ザ・ヒーロー（2014年） - 忍者 役
- がんばれいわ!!ロボコン ウララ〜!恋する汁なしタンタンメン!!の巻（2020年） - アクションクルー[26]
- セイバー+ゼンカイジャー スーパーヒーロー戦記（2021年）
- スーパー戦闘 純烈ジャー 追い焚き☆御免（2022年）[27]
- 仮面ライダーシリーズ
  - 劇場版 仮面ライダー×仮面ライダー W&ディケイド MOVIE大戦2010（2009年）
  - 仮面ライダー×仮面ライダー×仮面ライダー THE MOVIE 超・電王トリロジー（2010年）
    - EPISODE RED ゼロのスタートウィンクル
    - EPISODE BLUE 派遣イマジンはNEWトラル
    - EPISODE YELLOW お宝DEエンド・パイレーツ

  - 仮面ライダーW FOREVER AtoZ/運命のガイアメモリ（2010年） - 兵士 役
  - 仮面ライダー×仮面ライダー オーズ&ダブル feat.スカル MOVIE大戦CORE（2010年） - ウヴァ
  - オーズ・電王・オールライダー レッツゴー仮面ライダー（2011年） - ショッカーグリード[28]、イナズマン、ガニコウモル、モールイマジン、ショッカー戦闘員
  - 劇場版 仮面ライダーオーズ WONDERFUL 将軍と21のコアメダル（2011年） - ウヴァ
  - 仮面ライダー×仮面ライダー フォーゼ&オーズ MOVIE大戦MEGA MAX（2011年）
  - 仮面ライダーフォーゼ THE MOVIE みんなで宇宙キターッ!（2012年）
  - 仮面ライダー×仮面ライダー ウィザード&フォーゼ MOVIE大戦アルティメイタム（2012年） - 過去怪人 / 兵隊
  - 劇場版 仮面ライダーウィザード in Magic Land（2013年）
  - 仮面ライダー×仮面ライダー 鎧武&ウィザード 天下分け目の戦国MOVIE大合戦（2013年） - 仮面ライダーグリドン、仮面ライダーウィザード
  - 劇場版 仮面ライダー鎧武 サッカー大決戦!黄金の果実争奪杯!（2014年） - 仮面ライダーグリドン[5]、仮面ライダーナックル[5]
  - 仮面ライダー×仮面ライダー ドライブ&鎧武 MOVIE大戦フルスロットル（2014年） - メガヘクス
  - 劇場版 仮面ライダードライブ サプライズ・フューチャー（2015年） - 仮面ライダーダークドライブ[29]
  - 仮面ライダー×仮面ライダー ゴースト&ドライブ 超MOVIE大戦ジェネシス（2015年） - 仮面ライダーマッハ[5]
  - 劇場版 仮面ライダーゴースト 100の眼魂とゴースト運命の瞬間（2016年） - 仮面ライダーダークネクロムR[30]
  - 仮面ライダー平成ジェネレーションズ Dr.パックマン対エグゼイド&ゴーストwithレジェンドライダー（2016年） - 仮面ライダードライブ[31]
  - 劇場版 仮面ライダーエグゼイド トゥルー・エンディング（2017年） - 仮面ライダーパラドクス[5]
  - 仮面ライダー平成ジェネレーションズ FINAL ビルド&エグゼイドwithレジェンドライダー（2017年）
  - 劇場版 仮面ライダービルド Be The One（2018年）
  - 平成仮面ライダー20作記念 仮面ライダー平成ジェネレーションズ FOREVER（2018年）
  - 劇場版 仮面ライダージオウ Over Quartzer（2019年）[32]
  - 仮面ライダー 令和 ザ・ファースト・ジェネレーション（2019年）[33]
  - 仮面ライダー電王 プリティ電王とうじょう!（2020年）[34]
  - 劇場版 仮面ライダーゼロワン REAL×TIME（2020年）[35]
  - 劇場短編 仮面ライダーセイバー 不死鳥の剣士と破滅の本（2020年） - アクションクルー[36]
  - 仮面ライダーギーツ×リバイス MOVIEバトルロワイヤル（2022年）
- スーパー戦隊シリーズ
  - 侍戦隊シンケンジャーVSゴーオンジャー 銀幕BANG!!（2010年）
  - 天装戦隊ゴセイジャー エピックON THEムービー（2010年）
  - ゴーカイジャー ゴセイジャー スーパー戦隊199ヒーロー大決戦（2011年）
  - 海賊戦隊ゴーカイジャー THE MOVIE 空飛ぶ幽霊船（2011年）
  - 特命戦隊ゴーバスターズ THE MOVIE 東京エネタワーを守れ!（2012年）
  - 特命戦隊ゴーバスターズVS海賊戦隊ゴーカイジャー THE MOVIE（2013年）
  - 獣電戦隊キョウリュウジャーVSゴーバスターズ 恐竜大決戦! さらば永遠の友よ（2014年）
  - 劇場版 動物戦隊ジュウオウジャー ドキドキサーカスパニック!（2016年）
  - 劇場版 動物戦隊ジュウオウジャーVSニンニンジャー 未来からのメッセージ from スーパー戦隊（2017年）
  - 騎士竜戦隊リュウソウジャー THE MOVIE タイムスリップ!恐竜パニック!!（2019年）[32] - リュウソウゴールド[37]、ドルン兵[37]
  - 機界戦隊ゼンカイジャー THE MOVIE 赤い戦い! オール戦隊大集会!!（2021年）[38] - ブルーン[2]
  - 暴太郎戦隊ドンブラザーズ THE MOVIE 新・初恋ヒーロー（2022年）
- スーパーヒーロー大戦シリーズ
  - 仮面ライダー×スーパー戦隊 スーパーヒーロー大戦（2012年）
  - 仮面ライダー×スーパー戦隊×宇宙刑事 スーパーヒーロー大戦Z（2013年）
  - 平成ライダー対昭和ライダー 仮面ライダー大戦 feat.スーパー戦隊（2014年） - 仮面ライダーウィザード、ヤマアラシロイド
  - スーパーヒーロー大戦GP 仮面ライダー3号（2015年）
  - 仮面ライダー×スーパー戦隊 超スーパーヒーロー大戦（2017年） - 仮面ライダーゾルダ[31]

### オリジナルビデオ
- スーパー戦隊シリーズ
  - 帰ってきた侍戦隊シンケンジャー 特別幕（2010年）
  - 特命戦隊ゴーバスターズVSビートバスターVS J（2012年）
  - 帰ってきた特命戦隊ゴーバスターズVS動物戦隊ゴーバスターズ（2013年）
  - 忍風戦隊ハリケンジャー 10 YEARS AFTER（2013年）
  - 特捜戦隊デカレンジャー 10 YEARS AFTER（2015年）
  - 動物戦隊ジュウオウジャー スーパー動物大戦（2016年）
  - 機界戦隊ゼンカイジャーVSキラメイジャーVSセンパイジャー（2022年） - ブルーン[2]
- 仮面ライダーシリーズ
  - 仮面ライダーW RETURNS 仮面ライダーエターナル（2011年）
  - 仮面ライダーオーズ 超バトルDVD クイズとダンスとタカガルバ（2011年） - ヤミー
  - 仮面ライダードライブ シークレット・ミッション type ZERO 第0話 カウントダウン to グローバルフリーズ（2014年）
  - 仮面ライダードライブ シークレット・ミッション type HIGH-SPEED! ホンモノの力! タイプハイスピード誕生!（2015年）
  - 鎧武外伝（2015年）
    - 仮面ライダー斬月/仮面ライダーバロン
    - 仮面ライダーデューク/仮面ライダーナックル

  - てれびくん超バトルDVD 仮面ライダードライブ シークレット・ミッション type LUPIN ~ルパン、最後の挑戦状~（2015年）
  - ドライブサーガ 仮面ライダーマッハ/仮面ライダーハート（2016年）
  - ゴースト RE:BIRTH 仮面ライダースペクター（2017年） - エヴォリュード[39]
  - 仮面ライダーエグゼイド [裏技]仮面ライダースナイプ エピソードZERO（2017年）
  - てれびくん超バトルDVD 仮面ライダーエグゼイド [裏技]仮面ライダーパラドクス（2017年）
  - 仮面ライダーエグゼイド トリロジー アナザー・エンディング Part.II 仮面ライダーパラドクスwith仮面ライダーポッピー（2018年）
  - ROUGE（2018年）
  - てれびくん超バトルDVD 仮面ライダープライムローグ（2018年）
  - ビルド NEW WORLD（2019年）
    - 仮面ライダークローズ - ブラッドスターク[40] / 仮面ライダーエボル[40]
    - 仮面ライダーグリス

### ネットムービー
- ネット版 オーズ・電王・オールライダー レッツゴー仮面ライダー 〜ガチで探せ！君だけのライダー48〜（2011年）
- ネット版 仮面ライダーオーズ ALLSTARS 21の主役とコアメダル（2011年） - ウヴァ
- ネット版 仮面ライダー×スーパー戦隊 スーパーヒーロー大変 〜犯人はダレだ?!〜（2012年） - スカイライダー、ゴーカイレッド
- ネット版 仮面ライダー×スーパー戦隊×宇宙刑事 スーパーヒーロー大戦乙!〜Heroo!知恵袋〜あなたのお悩み解決します!（2013年）
- ネット版 仮面ライダーウィザード イン マジか!?ランド（2013年）
- dビデオスペシャル 仮面ライダー4号（2015年）
- 仮面ライダーアマゾンズ（2016年）
- 仮面ライダーエグゼイド [裏技]ヴァーチャルオペレーションズ（2016年）
- 仮面ライダーエグゼイド［裏技］仮面ライダーゲンム（2017年） - Dr.パックマン[31]
- 仮面ライダーブレイブ〜Surviveせよ！復活のビーストライダー・スクワッド！〜（2017年）
- 仮面戦隊ゴライダー（2017年） - 仮面ライダーブレイド[31]
- 仮面ライダービルド ハザードレベルを上げる7つのベストマッチ（2018年）
- 快盗戦隊ルパンレンジャー＋警察戦隊パトレンジャー ～究極の変合体！～（2018年）
- ドライブサーガ 仮面ライダーブレン（2019年）
- 鎧武外伝 仮面ライダーグリドンVS仮面ライダーブラーボ（2020年） - 仮面ライダーグリドン[41]
- 仮面ライダーセイバー スピンオフ 剣士列伝（2020年） - デザスト[16]
- RIDER TIME 仮面ライダーディケイド VS ジオウ ディケイド館のデス・ゲーム（2021年）
- RIDER TIME 仮面ライダージオウ VS ディケイド 7人のジオウ！（2021年） - 仮面ライダージオウ[42]
- 仮面ライダーゲンムズ スマートブレインと1000%のクライシス（2022年）
- 仮面ライダーアウトサイダーズ（2022年）
- 仮面ライダージュウガVS仮面ライダーオルテカ（2023年） - 高田唱（過去） 役

### 舞台
- JAE 第9回プロデュース公演「絆・KIZUNA」（2009年6月30日 - 7月5日、シアターサンモール） - サラリーマン 役
- EXILE LIVE TOUR 2010 "FANTASY" 全国公演（2010年7月17日 - 10月2日） - セーフティー
- 新春滝沢革命（2012年） - セーフティー
- 青の祓魔師 〜魔神の落胤〜（2012年5月11日 - 17日） - 白鳥 役

### PV
- 大黒摩季『Anything Goes!』（2010年） - ウヴァ

### その他
- 仮面ライダーウィザード （DVD/Blu-ray） VOL.3 映像特典「仮面ライダーウィザード イメージVTR2」（2013年） - 仮面ライダーウィザード